# Josef Adolf
Josef Adolf, född 14 maj 1898 i Velká Úpa, Tjeckien, död 1951 i Viechtach, Tyskland, var en tjeckoslovakisk utövare av nordisk kombination och längdåkning som tävlade under 1920-talet.
Adolf var med vid det första världsmästerskapet 1925 där han blev silvermedaljör i nordisk kombination. Han ställde även upp i både 18 kilometer och 50 kilometer i längdåkning och slutade där på 4:e plats i båda distanserna. 
Adolf deltog även vid OS 1924 där han tävlade i Nordisk kombination och han slutade där på sjätte plats.